# Deniz Utlu

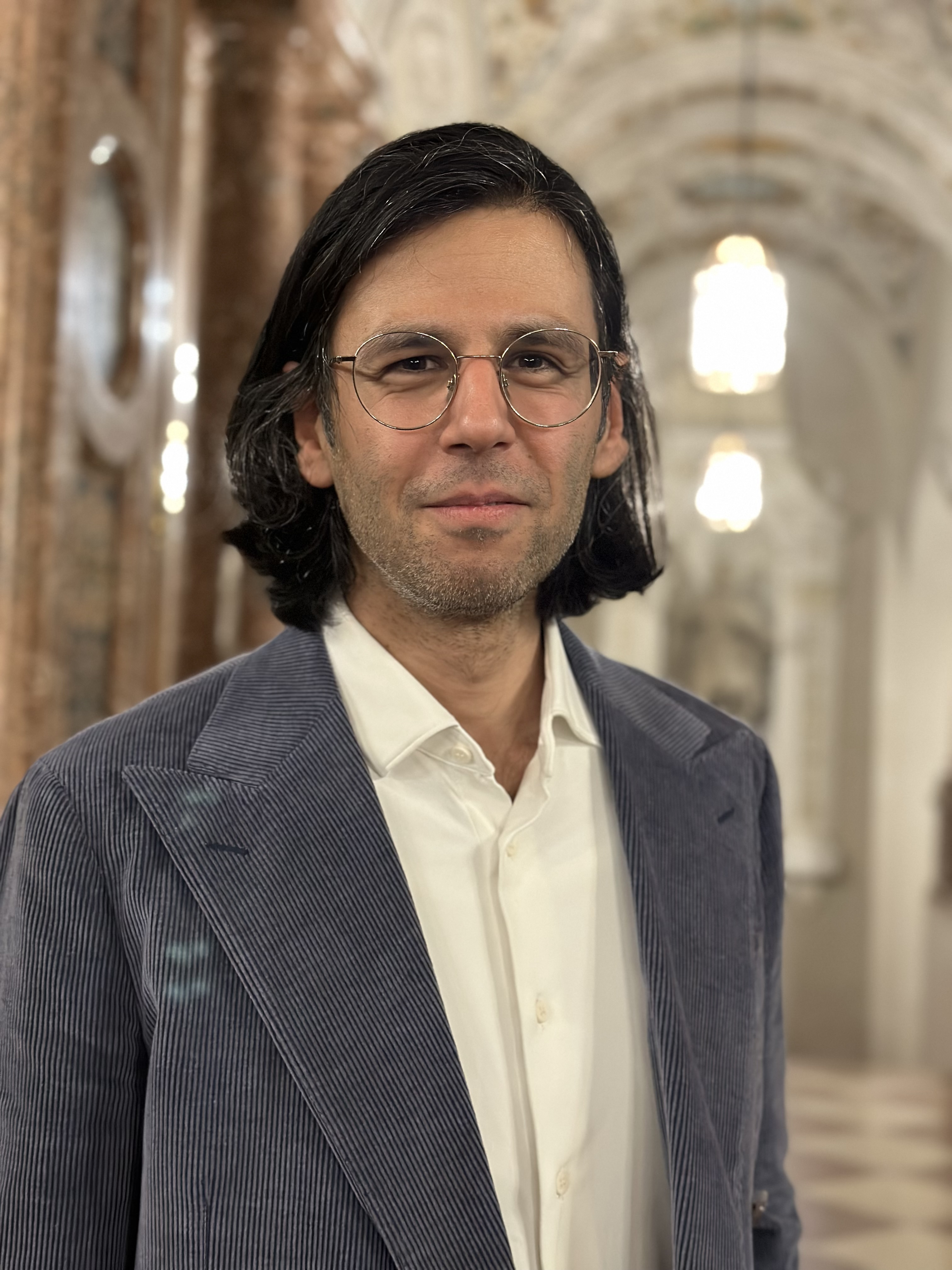
Deniz Utlu 2023

Deniz Utlu (* 1983 in Hannover) ist ein deutscher Schriftsteller. Utlu lebt in Berlin.

## Leben
Utlu wurde als Sohn türkischer Eltern in Hannover geboren. Nach dem Abitur leistete er seinen Zivildienst in der sozialpsychiatrischen Station der Medizinischen Hochschule Hannover und baute dort eine Theatergruppe auf. Er studierte Volkswirtschaftslehre mit philosophischem Schwerpunkt in Paris und Berlin. Schon als Teenager betätigte sich Utlu literarisch und stellte seine Texte mit anderen auf Lesungen vor. Zudem jobbte er als Reiseleiter und spielte als Gitarrist in Rockbands. Noch in Hannover im Jahr 2003 gründete Utlu, u. a. zusammen mit Marianna Salzmann, das Magazin freitext, das er bis 2014 auch herausgab.
Er unterrichtete 2023 Literatur und literarisches Schreiben am Institut für Sprachkunst in Wien, am Deutschen Literaturinstitut in Leipzig und an der Universität der Künste Berlin.
2023 und 2024 war er Teil der Jury des Internationalen Literaturpreises. 2024 war er Teil der Jury des 32. open mike am Haus für Poesie.
Seit 2013 ist er wissenschaftlicher Mitarbeiter am Deutschen Institut für Menschenrechte.

## Werk

### Die Ungehaltenen(Roman 2014)
Im Jahr 2014 erschien sein Debütroman Die Ungehaltenen (Graf Verlag), an dem er seit 2011 arbeitete. Utlus Debütroman, thematisiert das Leben der ersten und zweiten Generation türkischer Gastarbeiter in Deutschland. Der in Kreuzberg lebende Ich-Erzähler Elyas kämpft mit prekären Jobs und erlebt die letzte Lebensphase seines kranken Vaters. Sein Onkel Cemal, ein Altlinker, wird für ihn zu einer wichtigen Bezugsperson und erzählt ihm von den politischen Kämpfen der ersten Generation türkischer Migranten in Deutschland. Eine Liebesgeschichte entwickelt sich, als Elyas die Anästhesistin Aylin trifft, die ebenfalls mit den Herausforderungen des Lebens zwischen zwei Kulturen ringt. Der Roman wechselt von Berlin zu einer Reise in die Türkei. Der Roman wurde in der Literaturkritik überwiegend positiv aufgenommen. Klaus Hübner (Der Tagesspiegel) lobte das Werk als „pointiert und poetisch“. Der Münchner Merkur hob die „unbekümmerte, junge Sprache“ des Romans hervor, die durch „überraschend poetische Bilder“ ergänzt werde. Stefan Tolksdorf von der Badischen Zeitung beschrieb das Buch als „politisch wach, bisweilen provokant und rührend“ und sprach von einem „verheißungsvollen Start“ für den Autor. Sara Winter Sayilir (Zenith) betonte die „poetische“ Erzählweise, die „voller Zwischentöne“ sei und nachwirke. Jan Ehlert (NDR) prognostizierte Utlu eine vielversprechende Zukunft als Schriftsteller und nannte ihn einen Autor, „von dem man in den kommenden Jahren sicher noch einiges hören wird“. Auch die Tip Berlin würdigte das Debüt als „großartig“, mit dem Utlu durch sein tiefes Verständnis der Materie überzeugte. Die Hannoversche Allgemeine Zeitung lobte den Roman für seine einfühlsame Darstellung der Perspektive türkischer Migranten in Berlin.

### Gegen Morgen(Roman 2019)
Sein zweiter Roman Gegen Morgen (Suhrkamp Verlag) wurde 2019 veröffentlicht und gelangte auf die Shortlist des Literaturpreises „Text & Sprache“. Im Jahr 2019 wurde Utlu mit dem Literaturpreis der Landeshauptstadt Hannover ausgezeichnet. In Gegen Morgen von Deniz Utlu steht der Protagonist Kara im Zentrum, der nach einer Lebenskrise über die „versunkenen Kosten eines Lebens“ nachdenkt. Seine Freundschaft mit Ramón, einem hochintelligenten, aber sozial isolierten Außenseiter, prägt den Roman. Ramón scheitert an jedem Studium und flüchtet sich in Bücher wie Hannah Arendts Macht und Gewalt und Frantz Fanons Die Verdammten dieser Erde. Um seinen Lebensunterhalt und Drogenkonsum zu finanzieren, spendet er Blut. Während Ramón extreme Züge zeigt, wie latente Gewaltbereitschaft und Monologe über Kernphysik auf Partys, bleibt Kara passiv und ohne klare Ziele. Laut der Frankfurter Allgemeinen Zeitung experimentiert Utlu in seinem zweiten Roman mit unscharfen Grenzen zwischen Realität und Irrealität sowie verschiedenen Zeiten und Perspektiven. Die Geschichte dreht sich um das soziale Miteinander dreier ungleicher Kommilitonen. Obwohl die Erzählweise fordernd sei, finde die Rezensentin Lerke von Saalfeld dies faszinierend und lobt die eindringlichen Bilder und treffenden Beschreibungen des Autors. In der Frankfurter Rundschau betont Rezensentin Petra Kohse den thematischen Fokus auf die „Rache des Verdrängten“ und den Versuch des Wiederfindens sowie die Verantwortung für gesellschaftliche Randfiguren. Sie beschreibt den Roman als sprachlich und dramaturgisch elegant, kritisiert jedoch gegen Ende eine Tendenz zu weitschweifigen Betrachtungen, die ihrer Meinung nach die Atmosphäre schwächen.

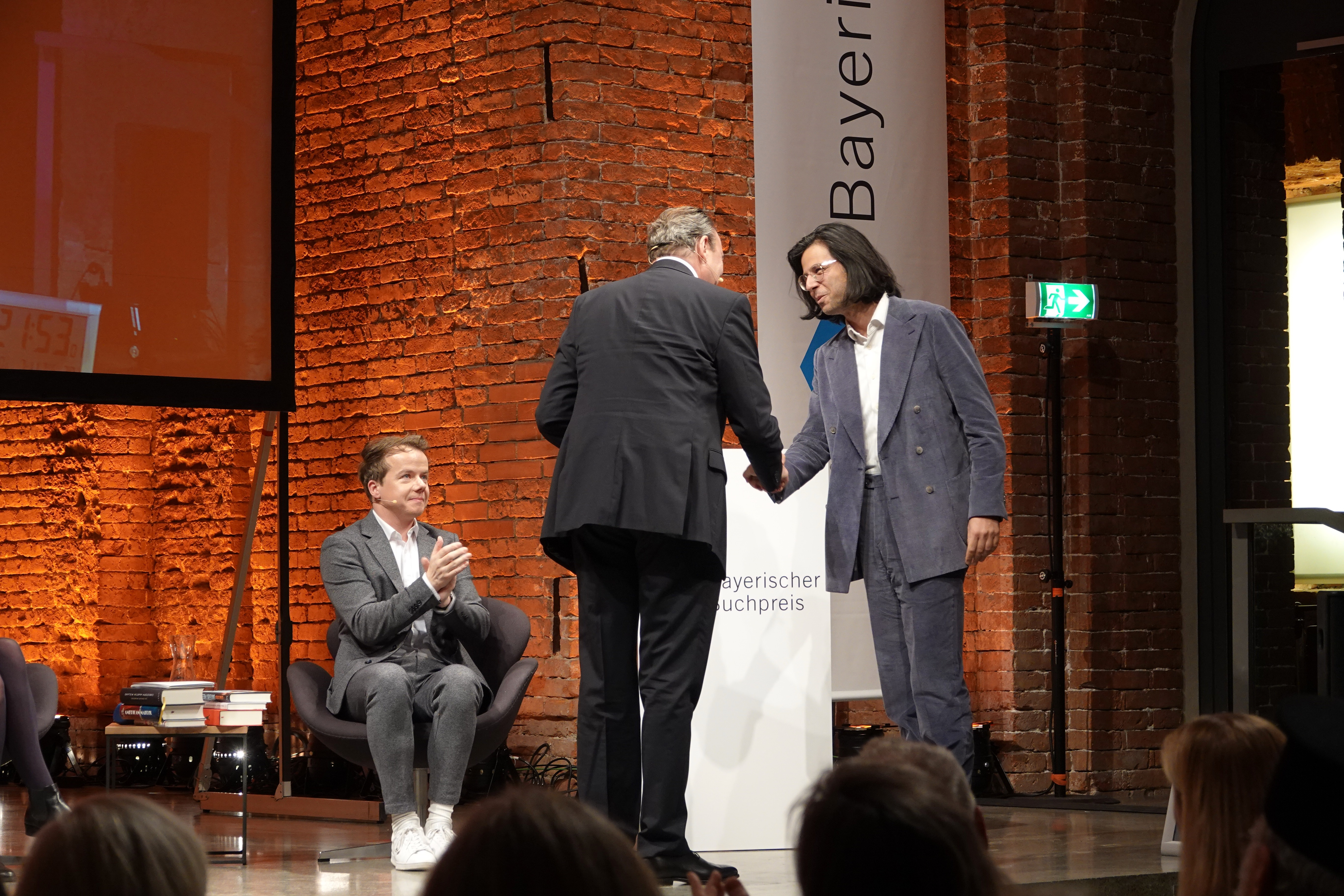
Klaus Füreder überreicht den Porzellan-Löwen (Bayerischer Buchpreis 2023) an Deniz Utlu

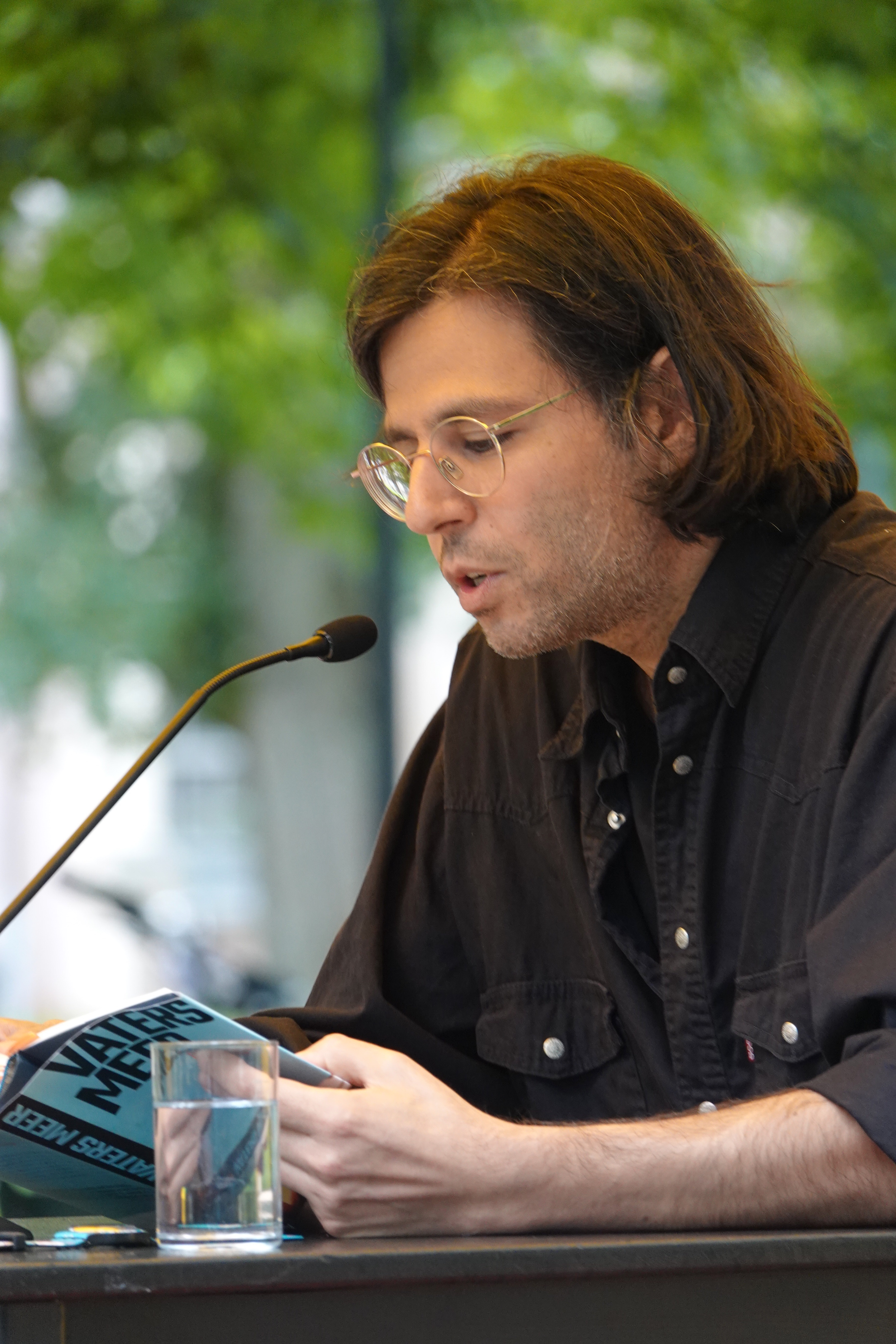
Deniz Utlu 2023 beim Erlanger Poetenfest mit Vaters Meer

### Vaters Meer(Roman 2023)
Sein dritter Roman Vaters Meer (Suhrkamp Verlag, 2023) wurde 2023 und 2024 mit unter anderem dem Preis der LiteraTour Nord, dem Sonderpreis des Literaturpreises der Europäischen Union und dem Bayerischen Buchpreis ausgezeichnet. In diesem Roman erzählt Utlu in einer collageartigen Struktur mit zahlreichen Rückblenden die Geschichte von Yunus, dessen Vater nach zwei Schlaganfällen nahezu vollständig gelähmt ist und nur noch über Augenbewegungen kommunizieren kann. Der Roman thematisiert die Vater-Sohn-Beziehung und die Auseinandersetzung mit Erinnerungen, während Yunus sich an Erlebnisse mit seinem Vater zurückerinnert, der einst aus Mardin, nahe der türkisch-syrischen Grenze, nach Deutschland kam. Der Roman wurde von der Presse vielfach besprochen und hochgelobt: Andreas Platthaus schrieb in der FAZ, dass die Form, die Utlu gefunden hat eine Alternative zur Autofiktion sei, die persönlich und intim sein kann: 
„Bei allen Romanen, deren Figuren ihren Autoren ähneln, wird eine Identität postuliert, die der Erzählform ihre Freiheit nimmt – und dem Publikum seine Deutungskompetenz. Ein Antidot gegen diese Vergiftung der Fiktion sind Bücher wie Vaters Meer von Deniz Utlu. (…) wie er [Utlu] hier seinen mit ihm gleichalten Ich-Erzähler Yunus auf die Geschichte von dessen Vater blicken lässt, das gehört zum Intimsten und Berührendsten, was man lesen kann. Das Buch der Erinnerung, das dieser Roman ist, ist eine Verheißung für die Zukunft. Nicht nur die des Schriftstellers Deniz Utlu, der schon längst zu den interessantesten Stimmen seiner Generation zählt (…).“
Die taz schrieb: „Deniz Utlus Roman Vaters Meer über einen Hannoveraner Teenager und den Verlust seines Vaters ist ein literarisches Meisterwerk.“
2021 wurde Utlu für Auszüge aus seinem damals noch unveröffentlichten Roman Vaters Meer der Alfred-Döblin-Preis zuerkannt. „Utlu eröffnet für die deutsche Literatur eine Erinnerungsgeografie, die von Hannover bis weit in die Türkei, an die syrische Grenze reicht“, hieß es in der Begründung der Jury.
Auf Einladung von Thomas Strässle nahm Utlu im Juni 2023 mit einem Entwurf zu Vaters Meer bei den 47. Tagen der deutschsprachigen Literatur in Klagenfurt teil. Die Kontroverse um Utlus Teilnahme an den Tagen der deutschsprachigen Literatur 2023 thematisierte die Rezeption von Texten postmigrantischer und migrantischer Autoren. Die Kritik einzelner Jurymitglieder, insbesondere Klaus Kastbergers, konzentrierte sich auf die als zu konventionell empfundene Erzählweise und das vermeintlich fehlende ästhetische Risiko in Utlus Text Damit du sprichst. Er erklärte, dass er aufgrund seiner Vorliebe für experimentelle Literatur wie die von Thomas Bernhard mit konventionell erzählten Texten wenig anfangen könne. Kastberger bemängelte, dass das Werk ihn weder inhaltlich noch stilistisch anspreche und er deshalb nicht die Geduld habe, den langen Text zu lesen oder dessen Erzählstrang zu verfolgen. Auf den Einwand von Strässle hin ergänzte Kastberger, dass das Werk für ihn zu vorhersehbar sei, da alles ausführlich erklärt und mehrfach wiederholt werde, ohne stilistische Brüche oder Spannungsbögen zu erzeugen. Kastberger bemängelte die Vorhersehbarkeit und Wiederholungen, während andere Jurorinnen wie Mithu Sanyal die Diskussion um alternative literarische Vorbilder erweiterten, etwa durch Verweise auf Yaşar Kemal. Die Debatte wirft Fragen nach Rezeptionsmustern und Erwartungen an migrantisierte Literatur auf, wobei die Bewertungen oft durch enge Vorstellungen von sprachlicher Innovation geprägt sind – literarische Innovation, Neologismen werden bei migrantisierten Autoren leicht übersehen oder "exotisiert". Literarische Traditionen aus der Türkei und Einflüsse mündlich tradierter Erzählformen spielten in der Diskussion ebenfalls eine Rolle.

## Adaptionen für das Theater
Sein Debütroman Die Ungehaltenen wurde von Hakan Savaş Mican für das Berliner Maxim Gorki Theater adaptiert, wo Utlu auch Veranstaltungsreihen kuratiert, z. B. „Prosa der Verhältnisse“.
2024 wurde sein Debütroman unter dem Titel „Archiv der Sehnsüchte“ am Schauspiel Hannover erneut für das Theater bearbeitet. Hakan Savaş Mican führte Regie, das Drehbuch schrieb Utlu zusammen mit Mican und Necati Öziri.

## Publizistik und politisches Wirken
Utlu ist auch als Kolumnist und Essayist tätig. So enthält z. B. der von Fatma Aydemir und Hengameh Yaghoobifarah herausgegebene Band Eure Heimat ist unser Albtraum (2019) seinen Beitrag Vertrauen, in dem er über rechte Gewalt in Deutschland schreibt.
Publizistisch nimmt Utlu immer wieder Bezug auf aktuelle politische Verhältnisse: Sein Kommentar Sie riefen in die Leere (Der Spiegel, 2020) nach dem Anschlag in Hanau wurde von dem damaligen Bundestagspräsidenten Wolfgang Schäuble im Bundestag zitiert. Seine Essays Archiv der Migration (2011) sowie Die Sprache des Archivs (2016) beeinflussten Debatten um Migration, Literatur und die Bedeutung von Archiven.

## Publikationen

### Romane
- Die Ungehaltenen. Graf Verlag, München 2014, ISBN 978-3-86220-049-8.
  - (türkische Übersetzung von Tarik Kayakan: Savrulanlar. Ayrıntı Yayınları 2017, ISBN 978-605-314-212-6)
- Gegen Morgen. Suhrkamp Verlag, Berlin 2019, ISBN 978-3-518-42898-6.
  - (türkische Übersetzung von Levent Tayla: Sabaha Karşı.Ayrıntı Yayınları 2022, ISBN 978-605-314-588-2)
- Vaters Meer. Suhrkamp Verlag, Berlin 2023, ISBN 978-3-518-43144-3.[26]
  - Hörbuch Vaters Meer, rbb 2024.

### Theaterstücke
- mit Sasha Marianna Salzmann: Tod eines Superhelden. Ballhaus Naunynstraße, Berlin 2011.
- mit Sasha Marianna Salzmann: Fahrräder könnten eine Rolle spielen. Verlag der Autoren, Frankfurt am Main 2012 (Ballhaus Naunynstraße, Berlin).
- mit Hakan Savaş Mican, Necati Öziri: Archiv der Sehnsüchte (Schauspiel Hannover, 2024)

### Rede
- Halten. Rede an die Abiturient*innen 2024. Conte, Sankt Ingbert 2024, ISBN 978-3-95602-274-6.

### Essays (Auswahl)
- Das Archiv der Migration, in: derFreitag (31. Oktober 2011) Link zum Text
- Vertrauen, in: Eure Heimat ist unser Albtreaum. Hg. v. Fatma Aydemir und Hengameh Yaghoobifarah. Berlin: Ullstein 2019, S. 38–55.
- Identität und Schreiben, in: Machtschaffend. Texte über das Verhältnis von Kunst und Herrschaft. Hg. v. Anna Sabel. Münster: Unrast 2023, S. 27–34.
- Die Mädchenburg, in: Oh Boy: Männlichkeit*en heute. Hg. v. Donat Blum, Valentin Moritz. Kanon Verlag: Berlin 2023, S. 208–221.
- Die Frage, die das Leben stellt. Freiheit & Hoffnung, in: Frei sein. Das Ringen um unseren höchsten Wert. Hg. v. Tanja Raich. Kein & Aber: Zürich, Berlin 2024, S. 211–218.
- Du und ich, in: Demokratie: Wofür es sich jetzt zu kämpfen lohnt. Rowohlt: Hamburg 2024, S. 82–90, ISBN 978-3-644-02309-3.

### Miszellen (Auswahl)
- Zum Greifen nah. James Baldwins zentraler Roman ’Ein anderes Land’ ist in neuer Übersetzung erschienen, in: taz am Wochenende (5./6. Juni 2021).
- Das Taschenbuchrefugium. Ein privater Schutzraum, in dem alles sagbar ist und alles geübt werden darf: Eine politische Poetologie des Taschenbuchs, in: Frankfurter Allgemeine Zeitung (30. März 2024), S. 3.
- „Ich schreie nicht. Ich habe meinen Mund weggeworfen“. Aglaja Veteranyi in ’Warum das Kind in der Polenta kocht’, in: Süddeutsche Zeitung jetzt (August 2024)

### Wissenschaftliche Publikationen (Auswahl)
- Jan-Christian Niebank, Deniz Utlu: Schutzlücken schließen. Transnationale Zusammenarbeit zu Menschenrechten am Beispiel Kohleabbau in Kolumbien, in: Deutsches Institut für Menschenrechte, Berlin 2017, ISBN 978-3-946499-02-2 (Text) Englische Version, Spanische Version
- Jan-Christian Niebank, Deniz Utlu: Das kalkulierte Risiko. Ökonomische versus menschenrechtliche Anforderungen an eine unternehmerische Risikoanalyse, in: Deutsches Institut für Menschenrechte, Berlin 2017, ISBN 9783946499053 (Text) Englische Version, Spanische Version
- Deniz Utlu: Towards a definition of effectiveness in HRIA, in: Handbook on Human Rights Impact Assessment. Hg v. Nora Götzmann. Cheltenham 2019, S. 354–372. (Text)
- Sara Phung, Deniz Utlu: Menschenrechte im Palmölsektor: Die Verantwortung von einkaufenden Unternehmen – Grenzen und Potenziale der Zertifizierung, in: Deutsche Gesellschaft für Internationale Zusammenarbeit (GIZ) GmbH; Deutsches Institut für Menschenrechte, Bonn 2020. (Text)
- Deniz Utlu:Quality Criteria for National Action Plans on Business and Human Rights within the EU (Discussion Paper), in: Conference: Global Supply Chains – Global Responsibility. Human Rights and Decent Work in Global Supply Chains (7. Oktober 2020). (Text)
- Deniz Utlu (Hrsg.): Wirtschaft und Menschenrechte (Sonderheft der Zeitschrift Sozialer Fortschritt) 73/3 (2024).

## Auszeichnungen

### Preise
- 2010: Ulrich-Beer-Förderpreis für junge Autoren
- 2013: Finalist beim Literaturpreis Prenzlauer Berg
- 2019: Literaturpreis der Landeshauptstadt Hannover
- 2020: Shortlist des Literaturpreises „Text & Sprache“ (Gegen Morgen)
- 2021: Mainzer Poetikdozentur
- 2021: Alfred-Döblin-Preis
- 2022: Shortlist Wortmeldungen Literaturpreis
- 2023: Shortlist Wilhelm Raabe Literaturpreis[27]
- 2023: Bayerischer Buchpreis (Belletristik) für Vaters Meer[28]
- 2024: Sonderpreis des Literaturpreises der Europäischen Union, für Vaters Meer[29]
- 2024: Preis der LiteraTour Nord, insbesond. für Vaters Meer

### Stipendien
- 2006/2007: Stipendium der Autorenwerkstatt Prosa Prognosen des Literarischen Colloquiums Berlin
- 2010: Stipendium des Eisenbacher Dorfschreibers
- 2011: Arbeitsstipendium des Senats für Berliner Autoren
- 2015: Aufenthaltsstipendium im Künstlerdorf Schöppingen
- 2017/2018: Aufenthaltsstipendium des Goethe-Instituts in Peru
- 2018: Aufenthaltsstipendium an der Akademie Schloss Solitude
- 2020: Aufenthaltsstipendium im Alfred Döblin Haus, Wewelsfleth
- 2022: Aufenthaltsstipendium in der Kulturakademie Tarabya, Istanbul